# Paul Chadourne
Pour les articles homonymes, voir Chadourne.
Paul Chadourne, né le 27 février 1898 à Brive et mort le 26 novembre 1981 à Garches, est un journaliste, critique d'art et collectionneur français, membre du mouvement dada.

## Biographie
Fils d'un notaire de Brive-la-Gaillarde, il est le frère des écrivains Louis, Marc et Pierre Chadourne. À la suite de ses deux frères aînés, il quitte la Corrèze et s'installe à Paris. Il abandonne ses études de médecine après la guerre et se lie avec les milieux littéraires et mondains. Par l'intermédiaire de Constance Coline et Colette Jeramec, il fait la connaissance de Drieu La Rochelle, avec lequel il forme un trio avec Jacques Rigaut.
Il est une des personnalités du mouvement dada et du groupe surréaliste autour d'Aragon, Man Ray, Soupault, Tzara, Ribemont-Dessaignes. 
Sportif et mondain, il dirige de la revue Tennis et Golf, et donne aussi, à l'occasion, des articles pour Marianne. Il fit partie des jurys littéraires organisés par ce journal. En décembre 1941, il fonda la revue Présent : hebdomadaire de la France nouvelle en zone libre, à Lyon. Le dernier numéro parut le 21 août 1944. 
Sans doute avec l'aide de son frère Marc, administrateur des colonies, il rassembla dès les années 1920 une collection d'arts premiers. On trouve souvent des objets venant de sa collection dans les expositions ou les articles de presse de l'Entre-deux-guerres : 1re Exposition du Grand Jeu en 1929, exposition d'art d'Afrique et d'Océanie de la galerie Pigalle, etc. 
Très bien introduit dans les milieux artistiques et mondains, il servait d'indicateur au marchand César de Hauke, particulièrement pour les œuvres cubistes et modernes, Derain, Roger de La Fresnaye, Picasso, etc.. Il était rémunéré à la commission.
Il était marié à la photographe Georgette Floriet. 
Sa bibliothèque et sa collection d'arts premiers ont été dispersées en plusieurs ventes (Tajan, 8 novembre 1996 ; Maigret, 1er mars 2006 ; Binoche, 26 juin 2006).

## Écrits
- "Le dernier portrait de Roger de La Fresnaye", Le Point : revue artistique et littéraire, juillet 1937, p. 91-92
- "Art, Amitié, Aventure", Marianne, 26 octobre 1938.
- Paul Chadourne, Pierre Drieu La Rochelle, Jacques Rigaut, Et puis Merde!,  Paris : les Libraires entre les lignes, 1998.